# Makinoa crispata
Makinoa crispata là một loài Rêu duy nhất trong chi Makinoa và trong họ Makinoaceae. Loài này được (Stephani) Miyake mô tả khoa học đầu tiên năm 1899.